# Бобер канадський
Бобе́р канадський, бобер американський (Castor canadensis) — гризун роду бобер (Castor) родини бобрових (Castoridae).

## Поширення та середовище проживання
Країни поширення: Канада, Мексика (Тамауліпас), США; інтродукований: Аргентина (Вогняна Земля), Фінляндія, Російська Федерація. Мешкає в районах поблизу озер, ставків та струмків, з доступом до підходящої їжі та будівельних ресурсів. Бобри відомі своєю здатністю змінювати навколишнє середовище в результаті будівництва гребель, які часто призводять до затоплення прилеглих районах, створюючи цим екосистеми із закритим лісом і лукою з домінуванням осоки.

## Морфологія та біологічні особливості
Довжина голови й тіла: 90—117 см, довжина хвоста: 20—25 см, ширина хвоста: 13—15 см, вага: 13—35 кг.
Волосся червонувато або чорнувато коричневого кольору. Великі (до 20—25 мм у довжину і до 5 мм в ширину), постійно ростучі різці, призначені для рубки дерев. Закриті вуха і ніздрі пристосовані до напівводного способу життя. В основі хвоста в обох статей є залози запаху, які використовується для позначення території.
Самці і самиці досягають статевої зрілості у 3 роки. Вони розмножуються один раз на рік, залежно від території: в кінці листопада / у грудні — на півдні і в січні / лютому — на півночі. Вагітність триває 105—107 днів, бобренята народжуються між квітнем і червнем. У приплоді буває від 1 до 4 малюків, які абсолютно незалежні відразу після народження, можуть бачити, і через 24 години після народження здатні плавати. Після народження, молодий бобер важить 250—600 гр його довжина до 38 см. Мати годує їх молоком протягом 90 днів, але вже на другому тижні життя вони починають приймати рослинну їжу. Батьки залишаються з молоддю протягом 2 років, після чого вони вирушають на пошуки своєї власної території.
Тривалість життя канадського бобра становить від 10 до 19 років.

## Поведінка
Активні вночі, вдень рідко. Можуть залишатися під водою протягом 15 хвилин. Живуть родинами до 8 осіб: пара і молодь (до двох років). Канадські бобри — територіальні тварини: родина захищає свою територію і відганяє від неї чужих членів виду. Сигналом екстреного оповіщення є биття хвостом по воді. Будинок виготовляє з гілок, трави, бруду і глини. Будинок зазвичай містить два входи. Підлога вкрита корою, травою і деревиною.
Шлунково-кишковий тракт канадського бобра довший, ніж його європейського брата, що дозволяє йому харчуватися грубою їжею. Бобри харчуються переважно м'якою корою верби, клена, тополі, берези, вільхи, осики. Також споживає трав'янисту рослинність, прибережну і водну. У зоопарку також готові з'їсти картоплю, моркву та салат. Бобри роблять запаси на зиму. На молодих бобрів полюють вовки, койоти, барибали, грізлі, росомахи, рисі і видри. На дорослих хижаки рідко полюють.
Канадські бобри моногамні, тільки можлива смерть партнера може змусити шукати нового.

## Відмінності від європейського бобра
Два види генетично несумісні. Канадський бобер має 40 хромосом, в той час як європейський бобер має 48 хромосом.
Канадський бобер, як правило, трохи менший; з меншою, округлішою головою; коротшим, ширшим писочком; товщим, довшим і темнішим підшерстям; ширшим, овальнішої форми хвостом і більшими кістками гомілки, що забезпечує їм ширший діапазон ходьби, на відміну від прямоходіння європейського виду.

## Бобер у культурі
Північноамериканський бобер є символом штату Орегон. Також у Орегоні за бобром назване місто Бівертон й команда Університету штату Орегон з американського футболу "Біверс".

## Галерея

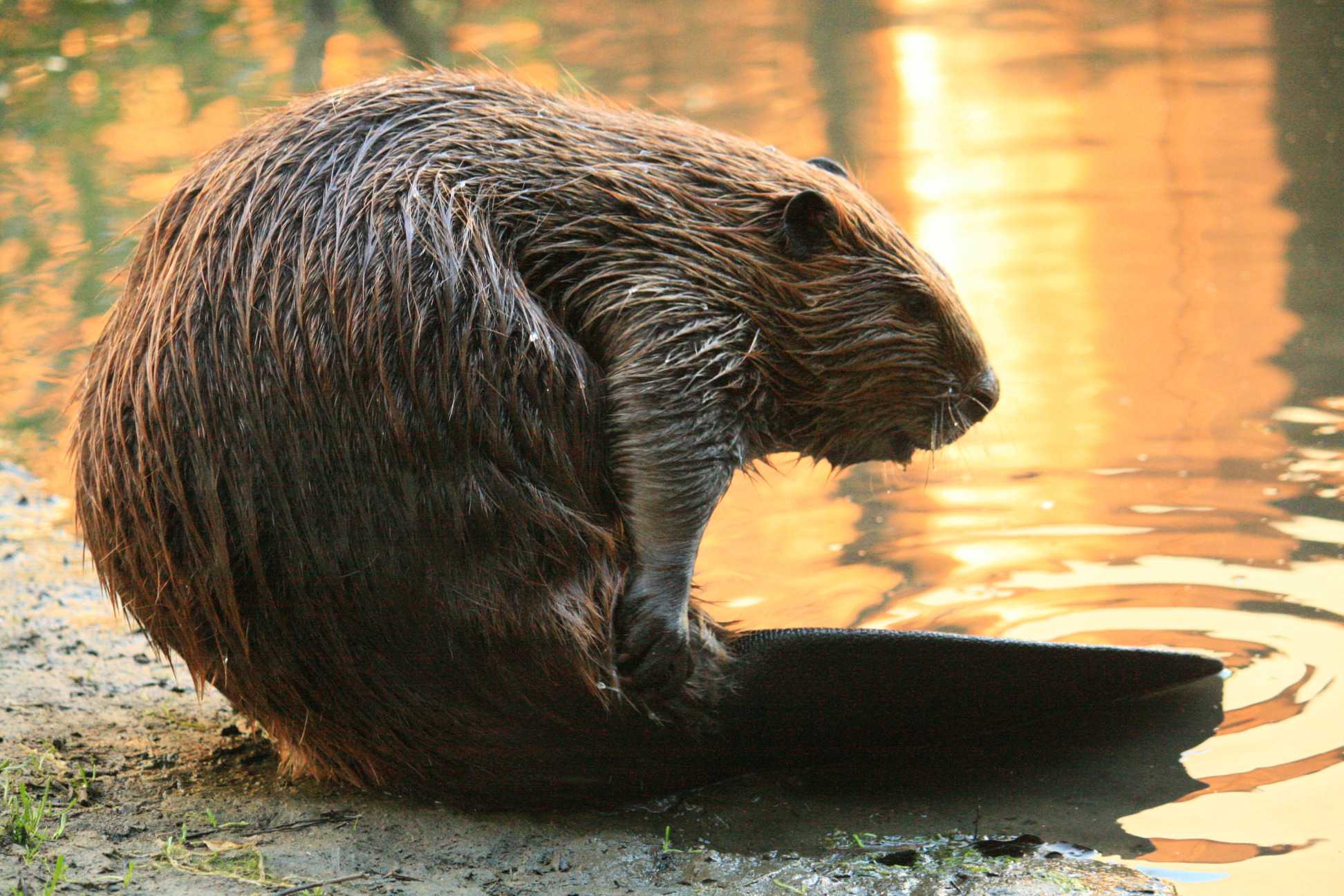
Канадський бобер
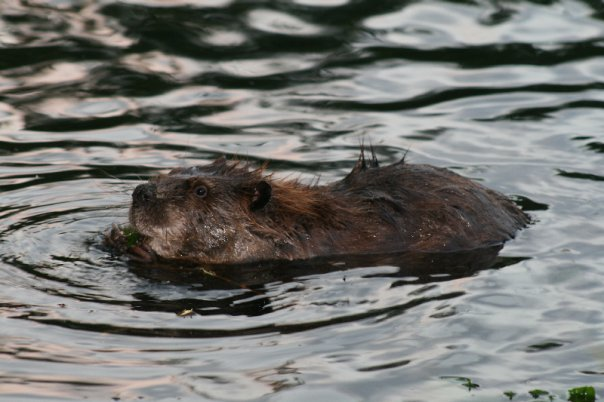
Канадський бобер
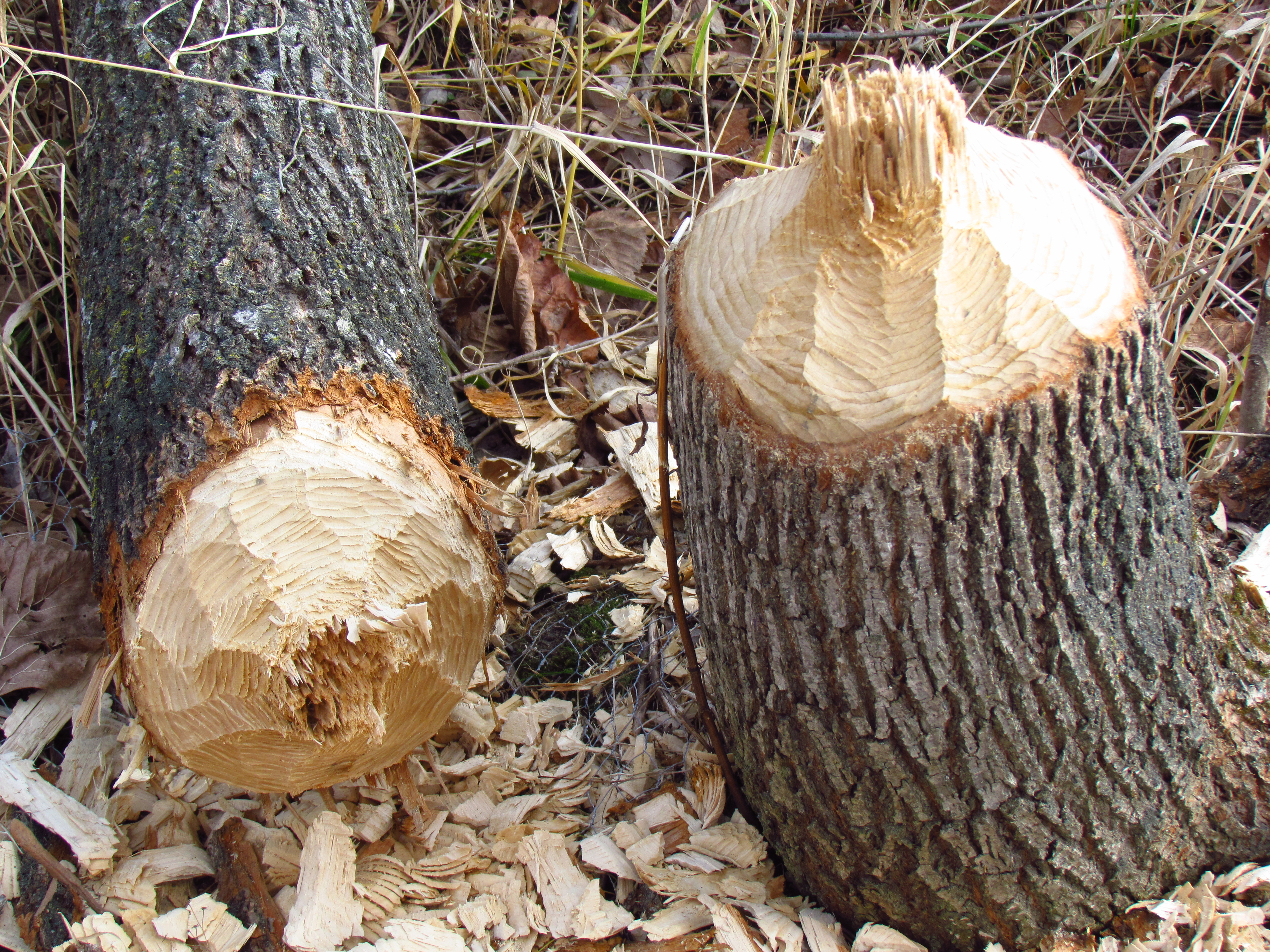
Підгризене канадським бобром дерево діаметр 20 см
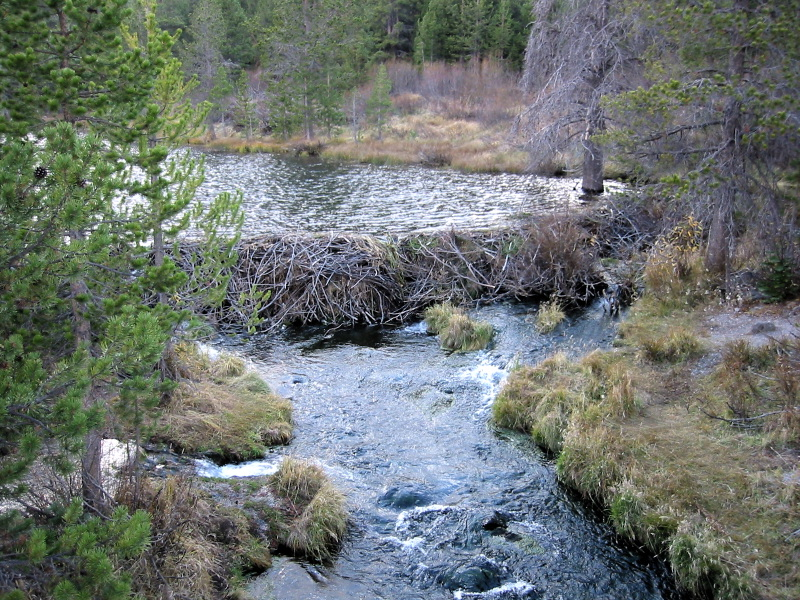
Гребля, побудована бобрами
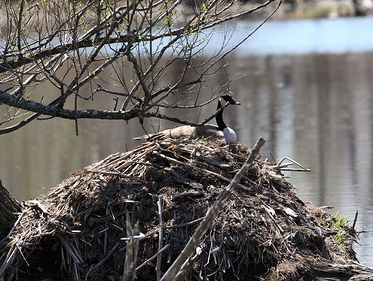
Канадська казарка гніздиться на бобровій хатці
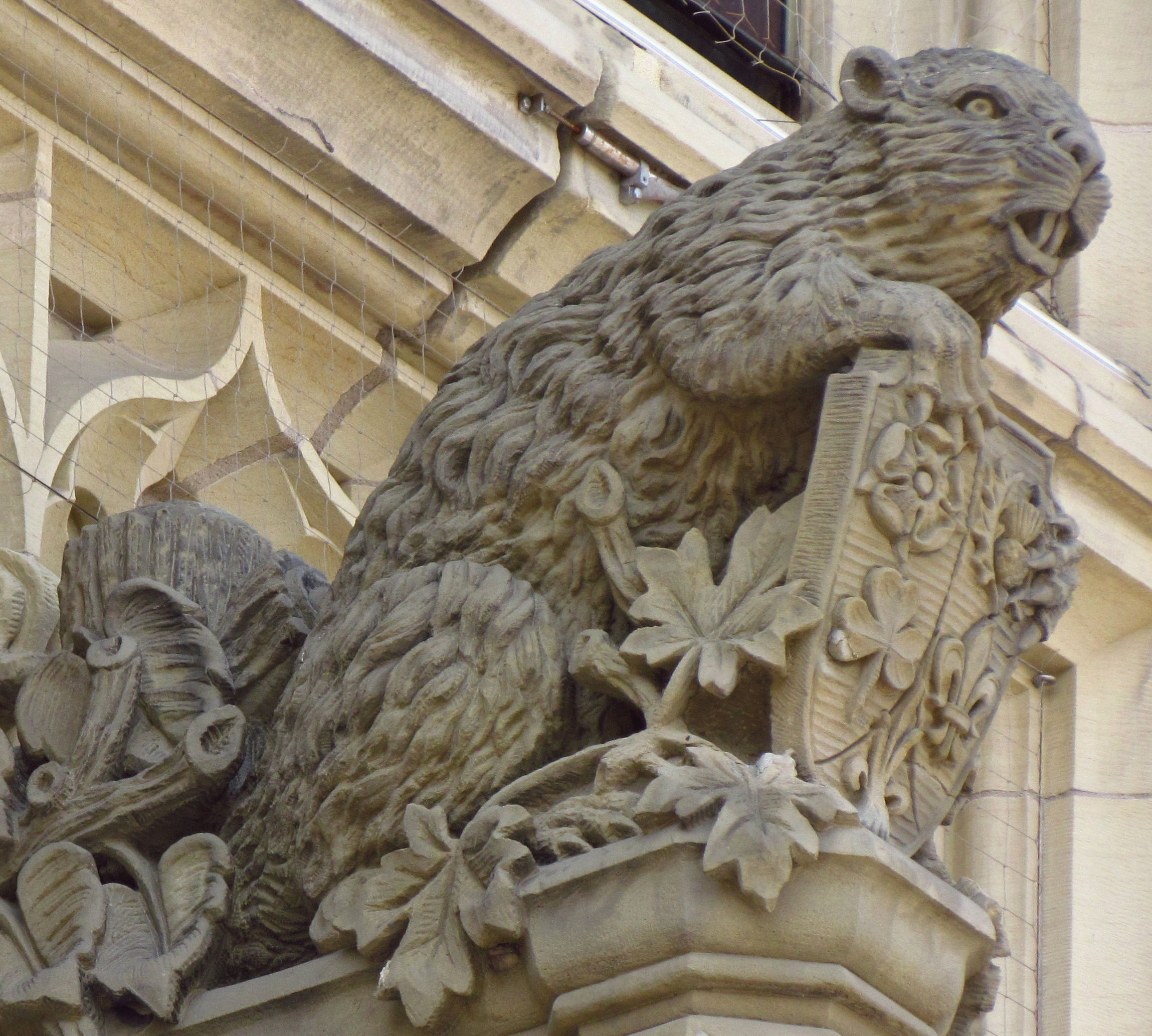
Скульптура канадського бобра над входом в будівлю парламенту Канади